# Rapimento a Parigi
Rapimento a Parigi (Chaque minute compte) è un film del 1960 diretto da Robert Bibal.

## Trama
Il direttore delle fabbriche Leroy, Sorel, è un accanito giocatore che si dedica anche al contrabbando per conto del proprietario di bische Emmanuel Pérez. Una sera, Sorel perde tutti i soldi che spettavano a Pérez, il quale per risarcimento e vendetta gli rapisce la figlia diciannovenne, Laurence. I Leroy chiamano la polizia e il commissario Muller inizia la sua indagine.